# Gorodovikovskij rajon
Il Gorodovikovskij rajon (in russo Городовиковский район?) è un municipal'nyj rajon della Repubblica autonoma di Calmucchia, nella Russia europea. Istituito il 25 novembre 1920, occupa una superficie di circa 1.099 chilometri quadrati, ha come capoluogo Gorodovikovsk e ospita una popolazione di 16.845 abitanti, suddivisi in 18 centri abitati.